# منتخب مصر العسكري لكرة القدم
منتخب مصر العسكري لكرة القدم هو أحد منتخبات كرة القدم في مصر التابعة للمجلس الدولي للرياضة العسكرية الذي نأسست عام 1946 . يتبع وزارة الدفاع المصرية ويضم عدد من لاعبي كرة القدم العسكرين والمدنيين أيضا . لدى هذا المنتخب سجل حافل من الانجازات حيث استطاع احراز كأس العالم العسكرية 5 مرات محتلا بها المركز الثالث عالميا . بالإضافة الي بطولتي كاس أفريقيا للعسكريين 

## الأنجازات
كأس العالم العسكري :
- البطل (5): 1993, 1999, 2001, 2005, 2007.
- الوصيف (3): 1951, 2003, 2011.
- المركز الثالث (3): 1955, 1956, 1987.

كأس أفريقيا العسكرية
- البطل(2): 1998, 2005.